# Ghost (album)
Ghost je četvrti studijski album kanadskog progresivnog metal sastava Devin Townsend Project. Album su 20. lipnja 2011. godine objavile diskografske kuće HevyDevy Records i InsideOut Music, koje su istog datuma objavile i treći album grupe, Deconstruction.

## O albumu
Devin Townsend izjavio je da je Ghost "(definitivno) najblaži i najljepši album koji je do sada snimio".
Ghost je 13. studenog 2011. godine bio izveden u cijelosti u kapeli Unije u Londonu, Engleskoj. Nastup je bio snimljen u video i audio obliku za CD/DVD box set By a Thread – Live in London 2011, na kojem se također nalaze i izvedbe prethodna tri Devin Townsend Project albuma.
Pjesmu "Drench", preostalu skladbu koja se izvorno trebala pojaviti na hipotetskom drugom nastavku Ghosta, Townsend je podijelio na svojem službenom SoundCloud profilu. Tvrtka Mackie objavila je drugu preostalu skladbu, "Fall", na svojem SoundCloudu.

## Ghost 2
Ghost je izvorno trebao biti dvostruki album, no na koncu je bio objavljen u inačici jednog CD-a. Njegov je nastavak, Ghost 2, koji bi se sastojao od pjesama koje se nisu pojavile na samome Ghostu, trebao biti objavljen u rujnu 2011. godine; Townsend je izjavio da su te pjesme bile "previše mračne" i "žešće" od ostatka Ghosta, što nije rezoniralo s njegovom atmosferom. Dana 22. kolovoza 2012. Townsend je službeno otkazao Ghost 2, izjavljujući: "Neki sam dan pokušao završiti Ghost 2, ali nije dovoljno solidan. Ne uspijeva uloviti pažnju slušatelja. Iskoristit ću najbolje djeliće i umjetnost za elemente Z²-a." Neke su takve preostale pjesme ipak na koncu bile objavljene na bonus CD-u albuma Casualties of Cool.

## Popis pjesama
Tekstovi i glazba: Devin Townsend, osim gdje je označeno drugačije. 
| 1.    | »Fly«                    |                                 | 4:15  |
| 2.    | »Heart Baby«             |                                 | 5:55  |
| 3.    | »Feather«                |                                 | 11:30 |
| 4.    | »Kawaii«                 |                                 | 2:52  |
| 5.    | »Ghost«                  |                                 | 6:24  |
| 6.    | »Blackberry«             |                                 | 4:53  |
| 7.    | »Monsoon« (instrumental) | Townsend, Kat Epple, Dave Young | 4:37  |
| 8.    | »Dark Matters«           |                                 | 1:57  |
| 9.    | »Texada«                 |                                 | 9:30  |
| 10.   | »Seams«                  |                                 | 4:04  |
| 11.   | »Infinite Ocean«         | Townsend, Young, Mike St. Jean  | 8:01  |
| 12.   | »As You Were«            |                                 | 8:47  |
| 72:45 |                          |                                 |       |

| Bonus pjesma s iTunes inačice | Bonus pjesma s iTunes inačice | Bonus pjesma s iTunes inačice | Bonus pjesma s iTunes inačice | Bonus pjesma s iTunes inačice | Bonus pjesma s iTunes inačice | Bonus pjesma s iTunes inačice | Bonus pjesma s iTunes inačice | Bonus pjesma s iTunes inačice | Bonus pjesma s iTunes inačice |
| Br.                           | Skladba                       | Trajanje                      |                               |                               |                               |                               |                               |                               |                               |
| ----------------------------- | ----------------------------- | ----------------------------- | ----------------------------- | ----------------------------- | ----------------------------- | ----------------------------- | ----------------------------- | ----------------------------- | ----------------------------- |
| 13.                           | »Radial Highway«              | 6:50                          |                               |                               |                               |                               |                               |                               |                               |
| 79:35                         |                               |                               |                               |                               |                               |                               |                               |                               |                               |

## Recenzije
Metal Hammer pohvalio je album te je izjavio da bi "Ghost mogao biti najuvjerljiviji album [Townsendove] karijere". Phil Freeman, glazbeni kritičar sa stranice AllMusic, dodijelio je albumu tri i pol zvjedice od pet te je komentirao: "Kao četvrti i posljednji dio serijala albuma na kojima je industrial metal glazbenik i producent Devin Townsend radio od 2009. godine, Ghost je njegovo najblaže i najtiše glazbeno izdanje ikad. Dominirajući glazbeni instrumenti su akustična gitara, sintesajzer i flauta te su vokalne dionice nježno pjevušene umjesto da su vrištane ili urlane. Bubnjevi su jednoliko svirani kistovima i palicama te pjevačica služi kao Townsendova kolegica. Neke pjesme i dalje traju do samougađajućih duljina ("Feather" prelazi 11 minuta trajanja bez pravog razloga), ali većina ovih pjesama zapravo su sažeti i lijepi mali glazbeni brojevi. "Blackberry" zvuči kao pomalo industrijalna inačica pop-country glazbe, sastojeći se od gitare svirane prstima i dueta muških i ženskih vokala raširenih u Townsendovim uobičajenim oceanima reverba. Ostale pjesme su potpuno instrumentalne te ponekad podsjećaju na filmsku glazbu Tangerine Dreama. Ovo je lijevo skretanje čak i za Townsendove ćaknute standarde te bi ovo mogao biti njegov emocionalno najrezonantniji album do danas."

## Zasluge
| Devin Townsend Project - Devin Townsend – vokali, gitara, bas-gitara, sintesajzer, bendžo, produkcija, inženjer zvuka, miksanje Dodatni glazbenici - Mike St. Jean – bubnjevi - Dave Young – klavijature, sintesajzer, harmonij, mandolina, programiranje - Kat Epple – svirale - Katrina Natale – vokali | Ostalo osoblje - Ryan Dahle – dodatni inženjer zvuka - Sheldon Zaharko – dodatni inženjer zvuka - Troy – mastering - Ryan Van Poederooyen – tehničar za bubnjeve - Jean Savoie – tehničar za bas-gitaru - Travis Smith – naslovnica, ilustracije - Brian Kibbons – fotografija |